# PMD-6
PMD-6 (ros. ПМД-6) – radziecka mina przeciwpiechotna fugasowego działania. Skonstruowana w latach 30. Po raz pierwszy użyta bojowo na przełomie lat 1939 i 1940 w czasie wojny zimowej. Masowo używana także podczas II wojny światowej, także przez saperów 1 i 2 Armii Wojska Polskiego. W wersji PMD-6M oficjalnie przyjęta do uzbrojenia Wojska Polskiego w połowie lat 50. i używana przynajmniej do końca lat 90.
Mina PMD-6 ma korpus drewniany, dwuczęściowy. W dolnej części korpusu znajduje się kostka trotylu. Przy jednym końcu dolnej części korpusu znajduje się oś części górnej, przy drugim otwór z zapalnikiem. Nadepnięcie na minę powoduje obrót górnej części korpusu, wypchnięcie przez jej krawędź zawleczki zapalnika uderzeniowego i eksplozję. Masa potrzebna do uruchomienia zapalnika jest stosunkowo niewielka (1-6 kg). Utrudnia to układanie i maskowanie min tego typu (duże ryzyko eksplozji). W czasie II wojny światowej produkowano wersję miny PMD-6 oznaczoną jako PMD-6F w której zamiast trotylu stosowano improwizowany materiał wybuchowy produkowany przez zmieszanie saletry amonowej z olejem napędowym (tzw. ANFO). Wersją powojenna jest mina PMD-6M wyposażona w sprężynę utrzymująca pokrywę w górnej pozycji oraz zmodyfikowany zapalnik MUW-2M (minnyj uniwersalnyj wzrywatiel).
Po drugiej wojnie światowej produkcję min o zbliżonej konstrukcji uruchomiono między innymi na Węgrzech (M49) i Czechosłowacji (PP-Mi-D).